# Am I the Enemy (singolo)
Am I the Enemy è un singolo dei The Red Jumpsuit Apparatus, il secondo estratto dall'omonimo album, pubblicato nel 2012.

## Video musicale
Il video ufficiale per il brano, pubblicato il 1º luglio 2012, è stato diretto da Chris Folkens.

## Classifiche
| Classifica (2012)    | Posizione massima |
| -------------------- | ----------------- |
| Christian Rock Songs | 1                 |